# قائمة حقول الغاز الطبيعي في إيران
الغاز الطبيعي في إيران وفقاً لوزارة النفط الإيرانية، فإن احتياطيات الغاز الطبيعي المؤكدة في إيران تبلغ نحو 1,046 تريليون قدم مكعب (29.6 تريليون متر مكعب) أو حوالي 15.8٪ من إجمالي الاحتياطيات في العالم. منها 33٪ من الغاز المصاحب و 67٪ في حقول الغاز غير المصاحب. وبعدما كانت إيران ثاني أكبر احتياطي في العالم بعد روسيا إلا أن الاحصائيات الجديدة تؤكد ان إيران أضحَت صاحبة أكبر احتياطي للغاز وثالث أكبر احتياطي للنفط في العالم بعد تضاؤل مخزون الغاز الروسي الذي كان الأول في العالم. وجاء ذلك في الاحصائيات الاخيرة التي نشرتها مؤسسة بريتش بتروليوم البريطانية بعد ان اعتمدت الاحصائيات الجديدة التي قدمتها إيران بعد اكتشافها عدداً من حقول النفط والغاز في البلاد. وقال مدير شركة التنقيب وكشف حقول النفط والغاز الإيراني هرمز قلاوند ان إيران أضحَت صاحبة أكبر احتياطي للغاز وثالث أكبر احتياطي للنفط في العالم بعد الاكتشافات التي سجلتها خلال السنوات الماضية، مؤكداً أن الخبراء الإيرانيين يتوقعون اكتشاف حقول نفطية أخرى تحتوي على خزين يقدر بـ 450 مليون برميل نفط  وحقول غازية يقدر احتياطيها بـ 125 مليار متر مكعب من الغاز الطبيعي.

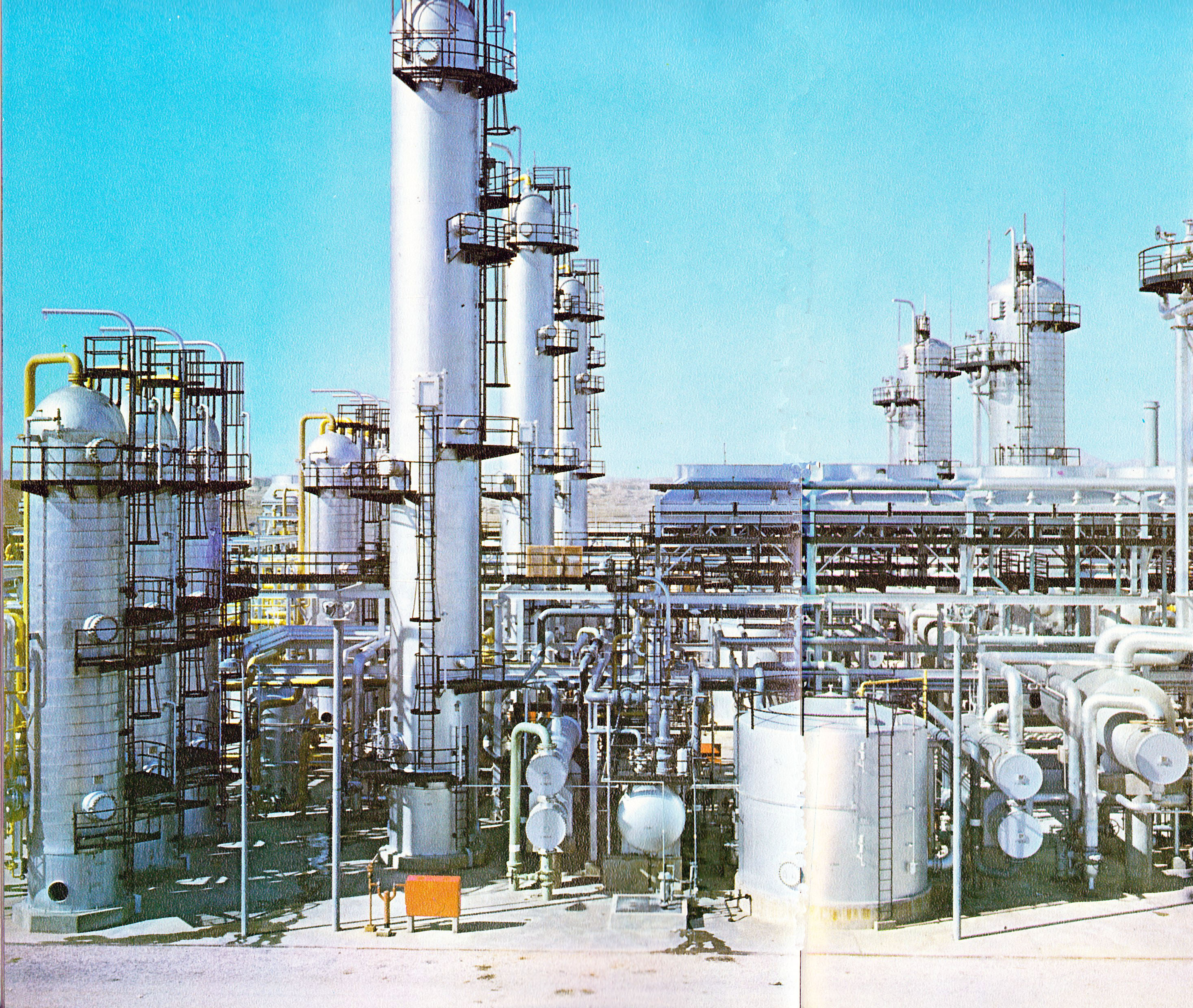
بيدبولاند، مصفاة الغاز في إيران

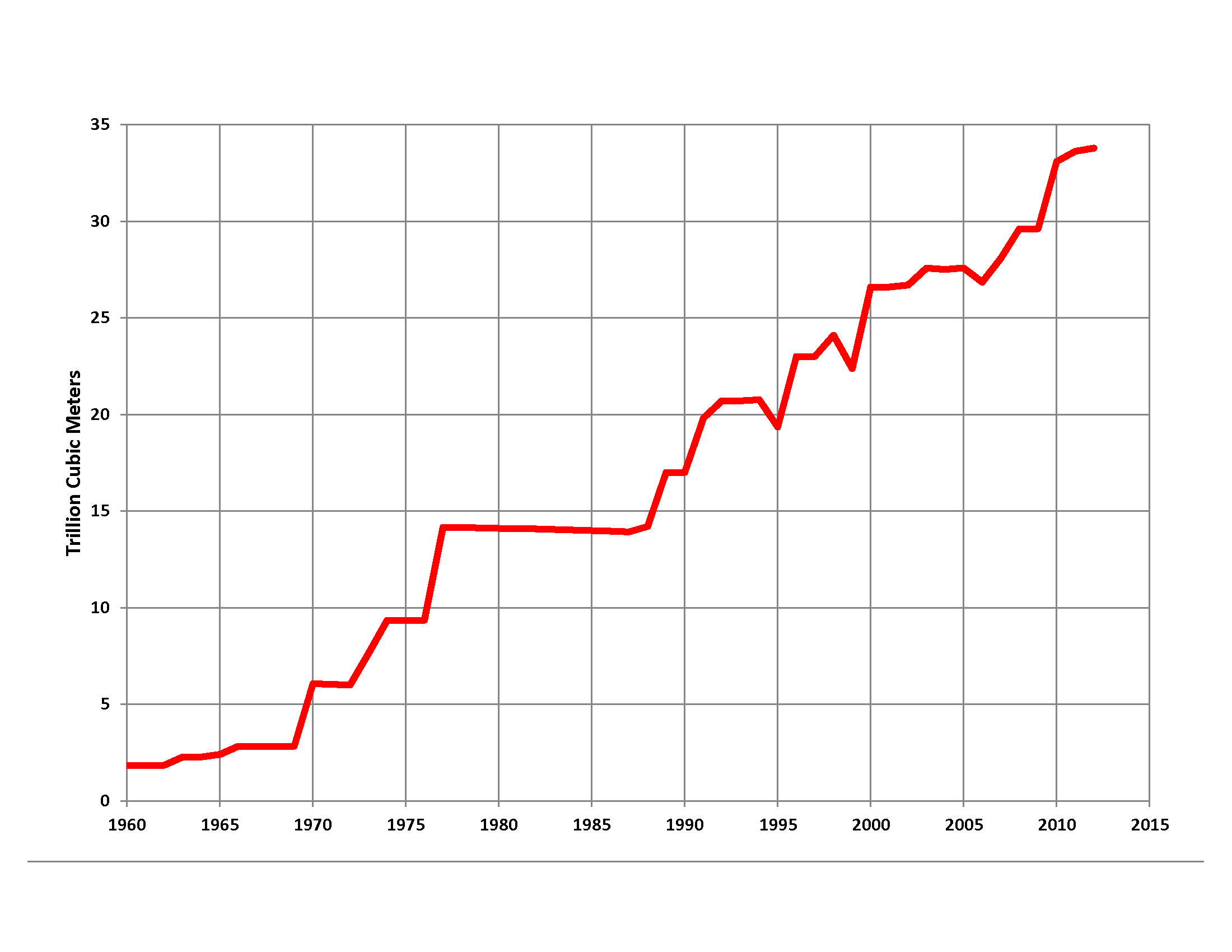
توفير احتياطيات الغاز الطبيعي في إيران (بيانات من أوبك)

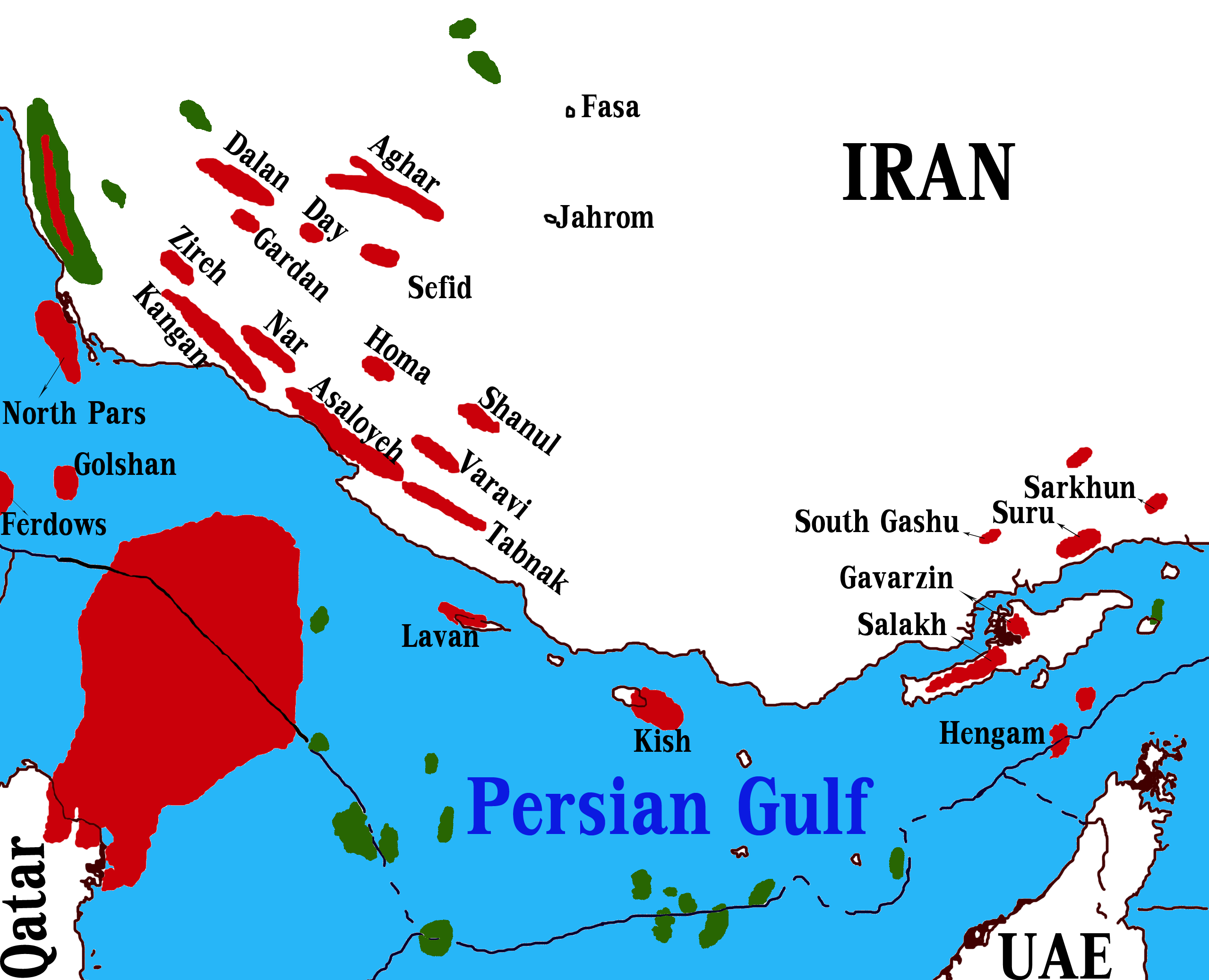
حقول الغاز الإيرانية

البلدان حسب احتياطيات الغاز الطبيعي المؤكدة (2014)، استنادا إلى بيانات من كتاب الحقائق العالمي

## أهم حقول الغاز في جمهورية إيران
حقل غاز الشمال: أو حقل فارس الجنوبي هو أكبر حقل للغاز الطبيعي بالعالم، يقع في الخليج العربي، وحقل غاز الشمال تتقاسمه كل من قطر وإيران، وتبلغ مساحة حقل غاز الشمال نحو 9,700 كيلومتر مربع منها 6,000 في مياه قطر الإقليمية و 3,700 في المياه الإيرانية، اكتُشِفَ الحقل عام 1971م وبدأ الإنتاج فيه عام  1989م ووفقاً لوكالة الطاقة الدولية (IEA)، فإن الحقل يحتوي على ما يقدر ب 1800 تريليون قدم مكعب (51 تريليون متر مكعب) من الغاز الطبيعي وحوالي 50 مليار برميل (7,9 مليار متر مكعب) من مكثفات الغاز الطبيعي.

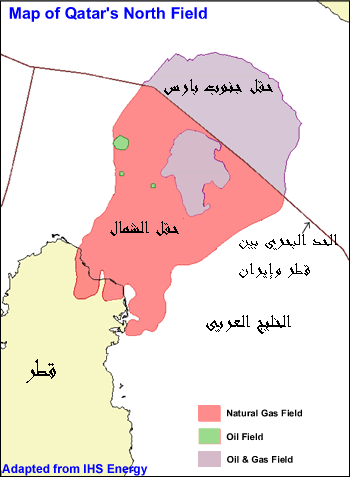
موقع حقل غاز الشمال

حقل خيام الغازي: هو أحد حقول الغاز المكتشفة حديثاً في عسلوية جنوبي إيران والذي يضم أكثر من 9 ترليونات قدم مكعب. ان الحقل الجديد المكتشف يقع إلى الشرق من عسلوية على اليابسة ويبلغ طوله نحو 21.5 كيلومتر وعرضه 4.5 كيلومتر. وأعلن مدير التنقيب بشركة النفط الوطنية الإيرانية محمود محدث ان حجم احتياطي الغاز المؤكد في الحقل الجديد الذي اكتُشِفَشرقي عسلوية (جنوبي إيران) يبلغ أكثر من 9 ترليونات و 80 مليار قدم مكعب. وتشير التوقعات إلى ان هذا الحقل الغازي قادر على إنتاج 840 مليون قدم مكعب يومياً من الغاز ل 28 عاماً على الاقل. كما وأكدت الدراسات إلى ان قيمة هذا الحقل الغازي الجديد تبلغ أكثر من 50 مليار دولار.>
حقل غاز سفيد زاخور: يقع هذا الحقل قرب بلدة قير بمحافظة فارس ويبلغ احتياطه أكثر من 480 مليار متر مكعب من الغاز الطبيعي و475 مليار برميل من السوائل الغازية.
حقل نفط وغاز جنكوله وآذر: يقع بمحافظة ايلام، وقد زادَ حجم احتياطه من 4 مليارات و700 مليون برميل إلى 8 مليارات برميل من النفط الخام إضافةً إلى 16 مليار متر مكعب من الغاز الطبيعي و106 مليون برميل من السوائل الغازية.
طبقة ايلام بحقل آزادكان النفطي: اكتُشِفَت هذه الطبقة في مارس 2007 اثناء حفر البئر السابع بحقل آزادكان، وبهذا الاكتشاف زادت احتياطي البلاد بحوالي مليار و693 مليون برميل من النفط الخام و9 مليارات متر مكعب من الغاز الطبيعي و72 مليون برميل من السوائل الغازية.
طبقة كجدمي بحقل آزادكان: اكتُشِفَت هذه الطبقة في نوفمبر 2007 اثناء حفر آبار جديدة، حيث زاد احتياطي البلاد بمقدار 280 مليون برميل من النفط الخام و3 مليارات متر مكعب من الغاز الطبيعي و26 مليون برميل من السوائل الغازية.
حقل غاز آسماري: يقع في جبل آسماري على مسافة 30 كلم جنوب شرق مدينة مسجد سليمان واكتُشِفَ في فبراير 2008، ويحتوي على أكثر من 27 مليار متر مكعب من الغاز الطبيعي و7 ملايين برميل من النفط الخام.
حقل غاز فارسي (دهرم): اكتُشِفَ في فبراير 2008 ويقع في منطقة مضيق هرمز بالخليج العربي ويحتوي على 508 مليار متر مكعب من الغاز الطبيعي و212 مليون برميل من السوائل الغازية.
حقل عسلويه الشرقي: اكتُشِفَ في يوليو 2008 ويقع إلى جوار حقل بارس الجنوبي الغازي في شمال غرب ميناء عسلويه ويحتوي على أكثر من 503 مليون برميل من النفط الخام و5 مليارات متر مكعب من الغاز الطبيعي و35 مليون برميل من السوائل الغازية.
طبقة فهليان بحقل جفير: تم اكتشافها اثناء المسح الجيولوجي الثلاثي الابعاد في أغسطس 2008 ويبلغ احتياطيها 735 مليار برميل من النفط الخام الخفيف.
 حقل بالارود انديشمك: يحتوي على مليار و101 مليون برميل من النفط الخام و44 مليار متر مكعب من الغاز الطبيعي و91 مليون برميل من السوائل الغازية.
حقل اروند النفطي: يقع بمنطقة دشت آزادكان ويحتوي على 453 مليون برميل من النفط الخام وأكثر من 14 مليار متر مكعب من الغاز الطبيعي و55 مليون برميل من السوائل الغازية.
طبقة ايلام بحقل بالارود: اكتُشِفَ في سبتمبر 2008 ويحتوي على أكثر من 13 مليار متر مكعب من الغاز الطبيعي و36 مليون برميل من السوائل الغازية.
حقل بند كرخه: اكتُشِفَ في سبتمبر 2008 في منطقة اروند كنار بمحافظة خوزستان ويحتوي على أكثر من ملياري و516 مليون برميل من النفط الخام و12 مليار متر مكعب من الغاز الطبيعي.
حقل بينالود النفطي: يقع في منطقة الخليج العربي  ويحتوي على أكثر من 778 مليار برميل من النفط الخام.
حقل سفيد باغون الغازي: يقع في منطقة خنج بمحافظة فارس ويحتوي على حوالي 6 مليارات قدم مكعب من الغاز الطبيعي.

## أكبر عشرة حقول للغاز  غير المصاحب في جمهورية إيران
| حقل                    | الغاز في المكان             | احتياطي قابل للاسترداد                               |
| ---------------------- | --------------------------- | ---------------------------------------------------- |
| حقل غاز الشمال         | 500×1012 قدم3 (14,000 كـم3) | 360×1012 قدم3 (10,000 كـم3)                          |
| كيش                    | 66×1012 قدم3 (1,900 كـم3)   | 50×1012 قدم3 (1,400 كـم3)                            |
| حقل غاز البارس الشمالي | 60×1012 قدم3 (1,700 كـم3)   | 47×1012 قدم3 (1,300 كـم3)                            |
| غُلشن                   | 55×1012 قدم3 (1,600 كـم3)   | 45×1012 قدم3 (1,300 كـم3) to 25×1012 قدم3 (710 كـم3) |
| تابناك                 | NA                          | 21.2×1012 قدم3 (600 كـم3)                            |
| كنغان                  | NA                          | 20.1×1012 قدم3 (570 كـم3)                            |
| خانغيران               | NA                          | 16.9×1012 قدم3 (480 كـم3)                            |
| نار                    | NA                          | 13×1012 قدم3 (370 كـم3)                              |
| آغار                   | NA                          | 11.6×1012 قدم3 (330 كـم3)                            |
| الفارسي (مبنی-B)       | NA                          | 11×1012 قدم3 (310 كـم3) - 22×1012 قدم3 (620 كـم3)    |

## حقول الغاز الطبيعي في جمهورية إيران
- جنوب إيران

- حقل آزادگان[8][13](استان خوزستان)
- حقل غاز آغار
- حقل غاز بستك
- حقل غاز بندوبست
- حقل نفتی بی‌بی‌ حکیمه
- حقل غاز پارس الجنوبي
- حقل غاز پارس الشمالي
- حقل غاز تابناك
- حقل غاز تینك
- حقل غاز دارا
- حقل غاز دالان
- حقل غاز دریایی
- حقل غاز زیره
- حقل غاز سرخون
- حقل غاز سورو
- حقل غاز شانول
- حقل غاز صلخ
- حقل عسلویه
- حقل غاز فردوسي
- حقل غاز فرزاد (آ)
- حقل غاز فرزاد (ب)
- حقل غاز قشم
- حقل غاز کنگان
- حقل غاز گردن
- حقل غاز گشوی الجنوبي
- حقل غاز گلشن
- حقل غاز گورزین

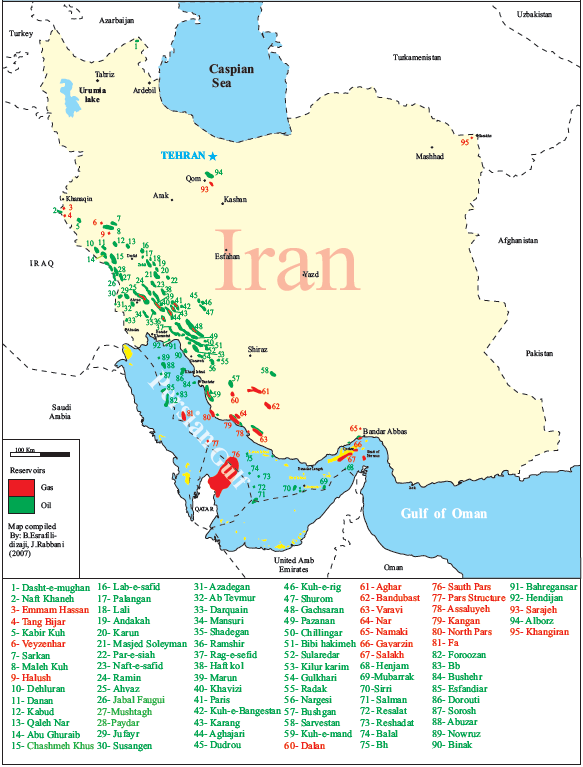
خريطة موقع حقول الغاز الإيرانية

- حقل غاز مختار (استان کهگیلویه وبویراحمد)
- حقل غاز مند
- حقل غاز میلانون
- حقل غاز نار
- حقل غاز نمك
- حقل غاز نورا
- حقل غاز وراوی
- حقل غاز هما

- غرب إيران
- حقل غاز تنك بیجار
- حقل غاز کبیرکوه
- حقل غاز هلیلان
- حقل غاز کوه مند

- ایران مرکزي
- حقل غاز سراجه (مقاطعة قم)

- شمال وشمال شرقي إيران
- حقل غاز خانگیران (خراسان رضوي)
- حقل غاز گنبدلی (خراسان رضوي)
- حقل غاز قزل‌تپه (مقاطعة گلستان)
- حقل غاز گرگان
- حقل غاز افشار (خراسان رضوي)

## معرض الصور

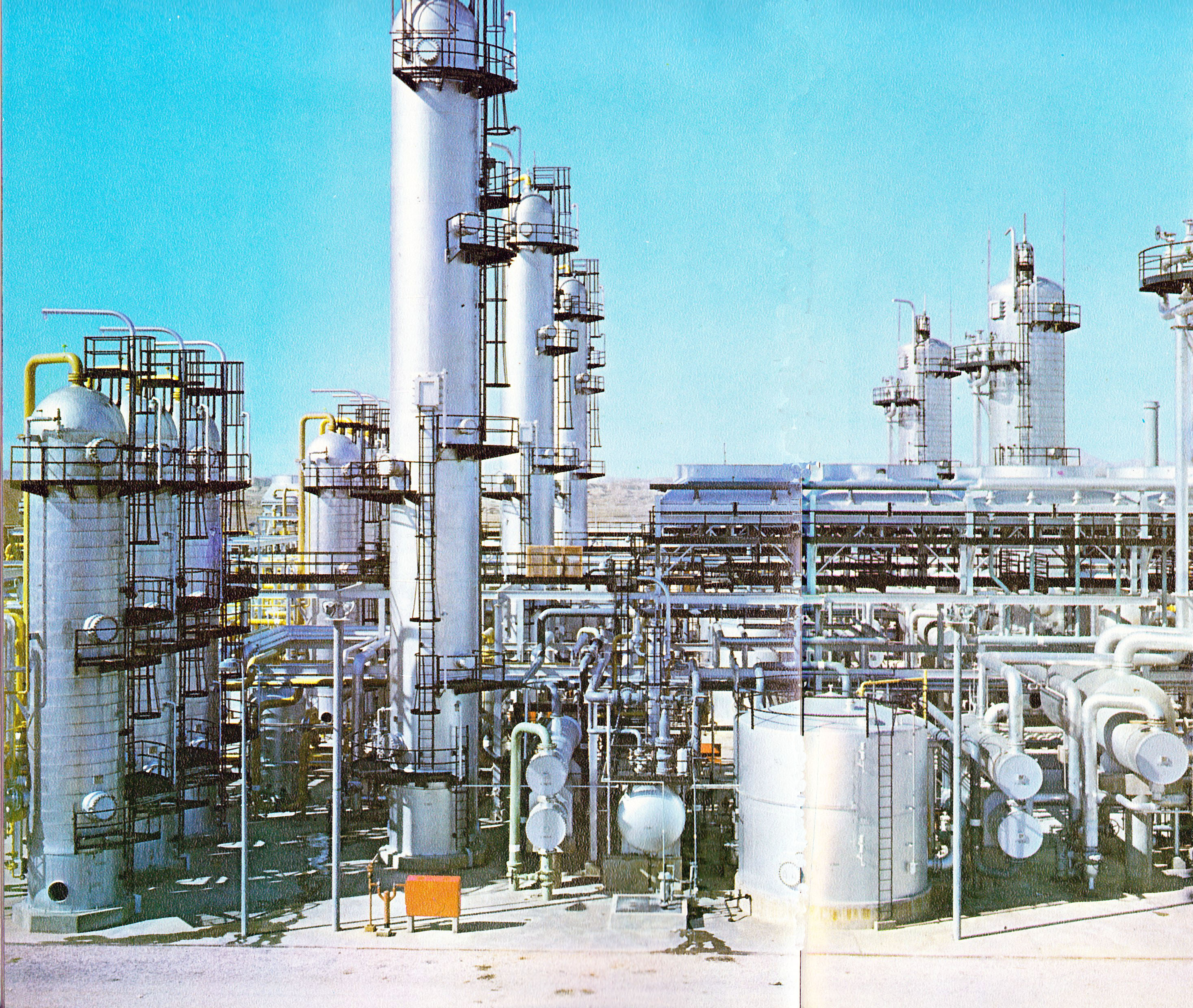
بيدبولاند، مصفاة الغاز في إيران

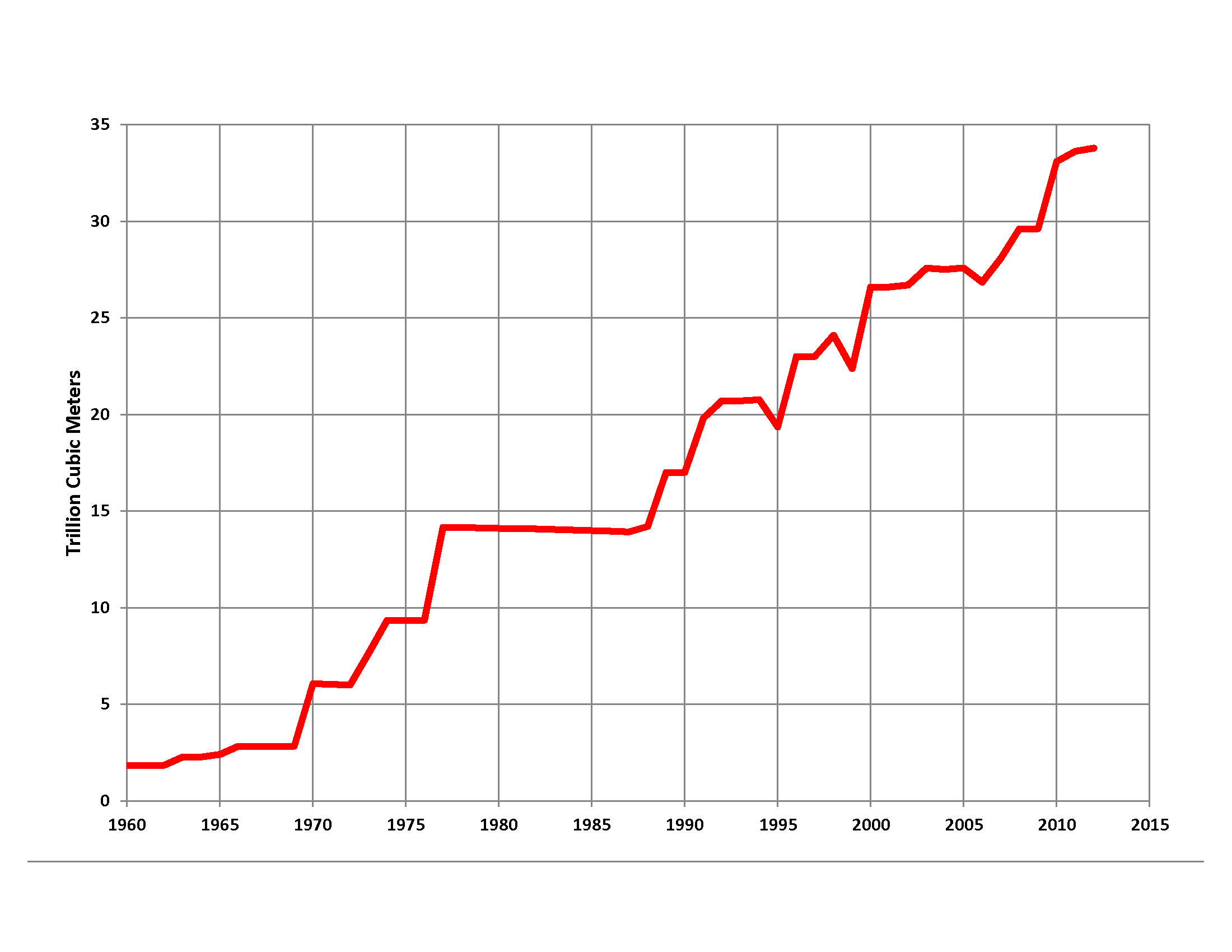
توفير احتياطيات الغاز الطبيعي في إيران (بيانات من أوبك)

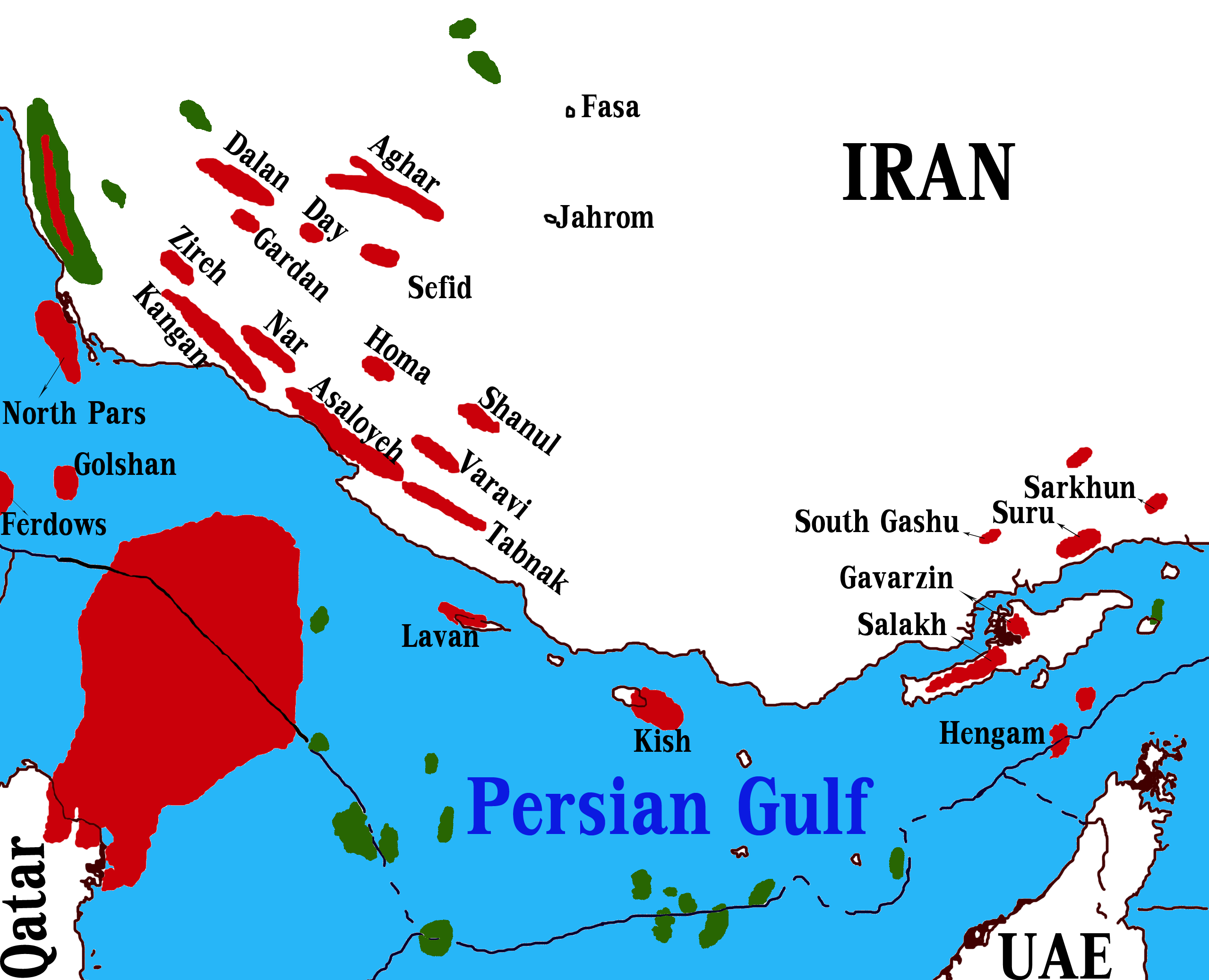
حقول الغاز الإيرانية

البلدان حسب احتياطيات الغاز الطبيعي المؤكدة (2014)، استنادا إلى بيانات من كتاب الحقائق العالمي

## طالع ايضاً
- الشركة الوطنية الإيرانية للغاز
- احتياطيات الغاز الطبيعي في إيران
- حقل غاز الشمال
- حقل غاز البارس الشمالي
- حقل غاز كيش
- حقل غاز فردوسي
- حقل غاز غولشن
- خط أنابيب غاز إيران - باكستان
- خط أنابيب إيران-أرمينيا
- خط أنابيب تبريز-أنقرة
- النفط في إيران